# Улица Василия Мовы
Улица Василия Мовы (укр. Вулиця Василя Мови) — улица в Подольском районе города Киева, местность посёлок Шевченко. Пролегает от Золочевской улицы до улицы Косенко.

## История
Возникла в середине XX века под названием 426-я Новая улица, с 1944 года — Ольшанская, с 1955 года  — Орская. Современное название, в честь писателя Василия Мовы, с 2022 года